# Yumates angela
Yumates angela är en spindelart som beskrevs av Chamberlin 1924. Yumates angela ingår i släktet Yumates och familjen dansspindlar. Inga underarter finns listade i Catalogue of Life.